# 윤형준
윤형준(尹炯竣, 1994년 1월 31일 ~ )은 전 KBO 리그 NC 다이노스의 내야수, 지명타자이다. 개명 전 이름은 '윤대영(尹大瑛)'이다. 그의 외삼촌은 전 KBO 리그 KIA 타이거즈의 내야수, 외야수이자 KBO 리그 LG 트윈스의 외야/주루코치인 이종범이고, 외사촌 동생은 메이저 리그 샌프란시스코 자이언츠의 외야수인 이정후이고 외사촌 매제는 메이저 리그 샌디에이고 파드리스의 투수인 고우석이다.

## 아마추어 시절
광주진흥고등학교에 3학년 때인 2012년에 세계청소년야구선수권대회 국가대표로 선발돼 4번 타자로 맹활약했다. 2013년 신인 드래프트에서 NC 다이노스에 4라운드 33순위로 지명돼 입단했다.

## NC 다이노스시절
2013년에 입단하였다.

## LG 트윈스시절
입대 전 2015년 11월 27일 2차 드래프트를 통해 이적했다.

## 경찰 야구단시절
2015년 시즌 후 입대하였다. 입대 후 팀의 4번 타자를 맡아 활약했다. 2017년 시즌에는 북부리그 홈런상과 타점상을 수상했다.

## LG 트윈스복귀
2017년에 복귀하였다. 2018년 4월 19일 KIA전에서 데뷔 첫 경기를 치렀고, 경기에서 4타수 2안타를 기록했다.

## NC 다이노스복귀
2020년 11월 27일 당시 NC 다이노스 소속이었던 이상호와 1:1 트레이드를 통해 복귀하였다. 2021년 4월 22일에 데뷔 첫 홈런을 기록했다.

## 논란
- 2019년 2월 24일 아침에 음주 후 운전석에서 잠든 채 발견됐고, 음주 측정 결과 면허 취소에 해당하는 수치가 나왔고, 이로 인해 임의 탈퇴 처리됐다. 당시 소속팀이었던 LG 트윈스는 2020년 2월 28일에 그의 임의 탈퇴 조치를 해제했다.

## 출신 학교
- 광주서림초등학교
- 무등중학교
- 광주진흥고등학교

## 통산 기록
| 연도 | 팀명  | 타율  | 경기 | 타수 | 득점 | 안타 | 2루타 | 3루타 | 홈런 | 루타 | 타점 | 도루 | 도실 | 볼넷 | 사구 | 삼진 | 병살 | 실책 |
| ---- | ----- | ----- | ---- | ---- | ---- | ---- | ----- | ----- | ---- | ---- | ---- | ---- | ---- | ---- | ---- | ---- | ---- | ---- |
| 2018 | LG    | 0.217 | 11   | 23   | 0    | 5    | 1     | 0     | 0    | 6    | 3    | 0    | 0    | 0    | 0    | 9    | 0    | 0    |
| 2021 | NC    | 0.297 | 51   | 74   | 10   | 22   | 0     | 0     | 5    | 37   | 10   | 0    | 1    | 3    | 0    | 17   | 2    | 6    |
| 2022 | NC    | 0.209 | 35   | 67   | 5    | 14   | 1     | 0     | 1    | 18   | 5    | 1    | 0    | 1    | 1    | 21   | 1    | 0    |
| 2023 | NC    | 0.252 | 82   | 218  | 17   | 55   | 12    | 1     | 5    | 84   | 27   | 1    | 1    | 10   | 3    | 58   | 6    | 4    |
| 통산 | 3시즌 | 0.251 | 179  | 382  | 32   | 96   | 14    | 1     | 11   | 145  | 45   | 2    | 2    | 14   | 4    | 105  | 9    | 10   |

## 가족관계
- 배우자 : 윤지영 (2024년 12월 22일 결혼예정)